# Desa Plosorejo (administrativ by i Indonesien, Jawa Tengah, lat -7,92, long 111,23)
Desa Plosorejo är en administrativ by i Indonesien.   Den ligger i provinsen Jawa Tengah, i den västra delen av landet, 500 km öster om huvudstaden Jakarta.